# Cestrum ecuadorense
Cestrum ecuadorense är en potatisväxtart som beskrevs av Francey. Cestrum ecuadorense ingår i släktet Cestrum och familjen potatisväxter. Inga underarter finns listade i Catalogue of Life.